# شريف عقون
شريف عقون (1951 - 2019)، هو مخرج سينمائي وتلفزيوني وسيناريست جزائري انطلقت مسيرته الفنية من التلفزيون الجزائري سنة 1981، كمساعد مخرج أول، وذلك بعد تخرجه من المدرسة العليا للدراسات السينمائية بباريس سنة 1978، حيث عمل في مجموعة من الأفلام الروائية الطويلة. وابتداء من سنة 1985 باشر إخراج عدد من الفيديو كليبات والأفلام الوثائقية.
كتب عقون وأخرج أول أفلامه السينمائية الروائية القصيرة سنة 1990 بعنوان «نهاية الجن» وهو ناطق بالأمازيغية، حاول من خلاله أن يمرر دعوة لتربية الأطفال على المنطق والخيال بعيدا عن الرعب والخوف والأوهام والخرافات والأساطير. وفي عام 2013، وقع شريف عقون فيلمه الروائي الأول “البطلة” الذي كتب نصه، ويروي مأساة عائلة جزائرية خلال العشرية السوداء.

## وفاته
توفي يوم 17 ديسمبر في العاصمة الفرنسية باريس، عن عمر 68 عاما.

## من أعماله
- فيلم «نهاية الجن» (1990).
- فيلم وثائقي بعنوان «تلمسان أو الأندلس الجديدة» (2011).
- فيلم «البطلة» " (فيلم روائي سينمائي طويل سنة 2013).
- الفيلم التلفزيوني «صناع السلام» (2015)
- الوثائقي الناطق بالفرنسية «روشي نوار» (2015).